# Almamy Sogoba
Almamy Sogoba (né le 13 septembre 1988) est un footballeur malien évoluant au poste de gardien de but.
En championnat national, il est au Djoliba AC jusqu'en 2008. Il joue ensuite à l’AS Real Bamako, dont il devient le capitaine, et remporte la Coupe du Mali en 2010.
Il est régulièrement sélectionné avec l’équipe nationale du Mali mais ne compte aucune cape officielle.